# Louis Désiré Joseph Delemer
Pour les articles homonymes, voir Delemer.
Louis Désiré Joseph Delemer né le 10 juillet 1814 à Lille, où il est mort le 23 octobre 1868, est un peintre et graveur français.

## Biographie
Louis Désiré Joseph Delemer est le fils de Benoit Auguste Delemer, tonnelier, et de Clotilde Louise Groulez.
Il est l'élève de Muller.
En 1842, il obtient le grand prix de Rome en taille douce.
Il meurt à son domicile de Lille le 23 octobre 1868.